# Maluma (Sänger)/Diskografie
Diese Diskografie ist eine Übersicht über die musikalischen Werke des kolumbianischen Reggaeton-Sängers Maluma. Den Schallplattenauszeichnungen zufolge hat er bisher mehr als 54,5 Millionen Tonträger verkauft. Seine erfolgreichste Veröffentlichung ist die Single Felices los 4 mit über 4,6 Millionen verkauften Einheiten.

## Alben

### Studioalben
| Jahr | Titel Musiklabel                        | Höchstplatzierung, Gesamtwochen, AuszeichnungChartplatzierungen (Jahr, Titel, Musiklabel, Platzierungen, Wochen, Auszeichnungen, Anmerkungen) | Höchstplatzierung, Gesamtwochen, AuszeichnungChartplatzierungen (Jahr, Titel, Musiklabel, Platzierungen, Wochen, Auszeichnungen, Anmerkungen) | Höchstplatzierung, Gesamtwochen, AuszeichnungChartplatzierungen (Jahr, Titel, Musiklabel, Platzierungen, Wochen, Auszeichnungen, Anmerkungen) | Höchstplatzierung, Gesamtwochen, AuszeichnungChartplatzierungen (Jahr, Titel, Musiklabel, Platzierungen, Wochen, Auszeichnungen, Anmerkungen) | Höchstplatzierung, Gesamtwochen, AuszeichnungChartplatzierungen (Jahr, Titel, Musiklabel, Platzierungen, Wochen, Auszeichnungen, Anmerkungen) | Höchstplatzierung, Gesamtwochen, AuszeichnungChartplatzierungen (Jahr, Titel, Musiklabel, Platzierungen, Wochen, Auszeichnungen, Anmerkungen) | Höchstplatzierung, Gesamtwochen, AuszeichnungChartplatzierungen (Jahr, Titel, Musiklabel, Platzierungen, Wochen, Auszeichnungen, Anmerkungen) | Anmerkungen                            |
| Jahr | Titel Musiklabel                        | DE | AT | CH | UK | US | Latin | ES | Anmerkungen                            |
| ---- | --------------------------------------- | --- | --- | --- | --- | --- | --- | --- | -------------------------------------- |
| 2012 | Magia Sony Latin (Sony)                 | — | — | — | — | — | — | — | Erstveröffentlichung: 7. August 2012   |
| 2015 | Pretty Boy, Dirty Boy Sony Latin (Sony) | — | — | — | — | — | Latin1 Diamant · (178 Wo.)Latin | ES2 (59 Wo.)ES | Erstveröffentlichung: 30. Oktober 2015 |
| 2018 | F.A.M.E. Sony Latin (Sony)              | DE74 (1 Wo.)DE | — | CH12 Platin · (9 Wo.)CH | — | US37 (6 Wo.)US | Latin1 ×4Diamant + Vierfachplatin · (109 Wo.)Latin                                                                                            | ES6 (25 Wo.)ES | Erstveröffentlichung: 17. Mai 2018     |
| 2019 | 11:11 Sony Latin (Sony)                 | DE77 (1 Wo.)DE | AT59 (1 Wo.)AT | CH6 Gold · (12 Wo.)CH | — | US30 (5 Wo.)US | Latin1 ×9Neunfachplatin · (83 Wo.)Latin | ES6 (31 Wo.)ES | Erstveröffentlichung: 17. Mai 2019     |
| 2020 | Papi Juancho Sony Latin (Sony)          | — | — | CH22 Gold · (2 Wo.)CH | — | US34 (24 Wo.)US | Latin2 ×2Diamant + Doppelplatin · (115 Wo.)Latin                                                                                              | ES2 Gold · (64 Wo.)ES | Erstveröffentlichung: 21. August 2020  |
| 2023 | Don Juan Sony Latin (Sony)              | — | — | — | — | US195 (1 Wo.)US | Latin11 ×5Fünffachplatin · (45 Wo.)Latin | ES7 (42 Wo.)ES | Erstveröffentlichung: 25. August 2023  |

### Mixtapes
| Jahr | Titel Musiklabel                     | Anmerkungen                        |
| ---- | ------------------------------------ | ---------------------------------- |
| 2015 | PB.DB. The Mixtape Sony Latin (Sony) | Erstveröffentlichung: 6. März 2015 |

### Soundtracks
| Jahr | Titel Musiklabel                                   | Höchstplatzierung, Gesamtwochen, AuszeichnungChartplatzierungen (Jahr, Titel, Musiklabel, Platzierungen, Wochen, Auszeichnungen, Anmerkungen) | Höchstplatzierung, Gesamtwochen, AuszeichnungChartplatzierungen (Jahr, Titel, Musiklabel, Platzierungen, Wochen, Auszeichnungen, Anmerkungen) | Höchstplatzierung, Gesamtwochen, AuszeichnungChartplatzierungen (Jahr, Titel, Musiklabel, Platzierungen, Wochen, Auszeichnungen, Anmerkungen) | Höchstplatzierung, Gesamtwochen, AuszeichnungChartplatzierungen (Jahr, Titel, Musiklabel, Platzierungen, Wochen, Auszeichnungen, Anmerkungen) | Höchstplatzierung, Gesamtwochen, AuszeichnungChartplatzierungen (Jahr, Titel, Musiklabel, Platzierungen, Wochen, Auszeichnungen, Anmerkungen) | Höchstplatzierung, Gesamtwochen, AuszeichnungChartplatzierungen (Jahr, Titel, Musiklabel, Platzierungen, Wochen, Auszeichnungen, Anmerkungen) | Höchstplatzierung, Gesamtwochen, AuszeichnungChartplatzierungen (Jahr, Titel, Musiklabel, Platzierungen, Wochen, Auszeichnungen, Anmerkungen) | Anmerkungen                                                               |
| Jahr | Titel Musiklabel                                   | DE | AT | CH | UK | US | Latin | ES | Anmerkungen                                                               |
| ---- | -------------------------------------------------- | --- | --- | --- | --- | --- | --- | --- | ------------------------------------------------------------------------- |
| 2022 | Marry Me Universal Music (UMG) • Sony Latin (Sony) | — | — | — | — | US135 (1 Wo.)US | — | — | Erstveröffentlichung: 11. Februar 2022 Filmsoundtrack, mit Jennifer Lopez |

### EPs
| Jahr | Titel Musiklabel                           | Höchstplatzierung, Gesamtwochen, AuszeichnungChartplatzierungen (Jahr, Titel, Musiklabel, Platzierungen, Wochen, Auszeichnungen, Anmerkungen) | Höchstplatzierung, Gesamtwochen, AuszeichnungChartplatzierungen (Jahr, Titel, Musiklabel, Platzierungen, Wochen, Auszeichnungen, Anmerkungen) | Höchstplatzierung, Gesamtwochen, AuszeichnungChartplatzierungen (Jahr, Titel, Musiklabel, Platzierungen, Wochen, Auszeichnungen, Anmerkungen) | Höchstplatzierung, Gesamtwochen, AuszeichnungChartplatzierungen (Jahr, Titel, Musiklabel, Platzierungen, Wochen, Auszeichnungen, Anmerkungen) | Höchstplatzierung, Gesamtwochen, AuszeichnungChartplatzierungen (Jahr, Titel, Musiklabel, Platzierungen, Wochen, Auszeichnungen, Anmerkungen) | Höchstplatzierung, Gesamtwochen, AuszeichnungChartplatzierungen (Jahr, Titel, Musiklabel, Platzierungen, Wochen, Auszeichnungen, Anmerkungen) | Höchstplatzierung, Gesamtwochen, AuszeichnungChartplatzierungen (Jahr, Titel, Musiklabel, Platzierungen, Wochen, Auszeichnungen, Anmerkungen) | Anmerkungen                           |
| Jahr | Titel Musiklabel                           | DE | AT | CH | UK | US | Latin | ES | Anmerkungen                           |
| ---- | ------------------------------------------ | --- | --- | --- | --- | --- | --- | --- | ------------------------------------- |
| 2021 | #7DJ (7 días en Jamaica) Sony Music (Sony) | — | — | — | — | — | Latin14 Gold · (2 Wo.)Latin | ES14 (6 Wo.)ES | Erstveröffentlichung: 28. Januar 2021 |
| 2022 | The Love & Sex Tape Sony Music (Sony)      | — | — | CH65 (1 Wo.)CH | — | — | Latin16 Platin · (4 Wo.)Latin | ES36 (4 Wo.)ES | Erstveröffentlichung: 10. Juni 2022   |

## Singles

### Als Leadmusiker
| Jahr | Titel Album                                              | Höchstplatzierung, Gesamtwochen, AuszeichnungChartplatzierungen (Jahr, Titel, Album, Platzierungen, Wochen, Auszeichnungen, Anmerkungen) | Höchstplatzierung, Gesamtwochen, AuszeichnungChartplatzierungen (Jahr, Titel, Album, Platzierungen, Wochen, Auszeichnungen, Anmerkungen) | Höchstplatzierung, Gesamtwochen, AuszeichnungChartplatzierungen (Jahr, Titel, Album, Platzierungen, Wochen, Auszeichnungen, Anmerkungen) | Höchstplatzierung, Gesamtwochen, AuszeichnungChartplatzierungen (Jahr, Titel, Album, Platzierungen, Wochen, Auszeichnungen, Anmerkungen) | Höchstplatzierung, Gesamtwochen, AuszeichnungChartplatzierungen (Jahr, Titel, Album, Platzierungen, Wochen, Auszeichnungen, Anmerkungen) | Höchstplatzierung, Gesamtwochen, AuszeichnungChartplatzierungen (Jahr, Titel, Album, Platzierungen, Wochen, Auszeichnungen, Anmerkungen) | Höchstplatzierung, Gesamtwochen, AuszeichnungChartplatzierungen (Jahr, Titel, Album, Platzierungen, Wochen, Auszeichnungen, Anmerkungen) | Höchstplatzierung, Gesamtwochen, AuszeichnungChartplatzierungen (Jahr, Titel, Album, Platzierungen, Wochen, Auszeichnungen, Anmerkungen) | Anmerkungen                                                                                  |
| Jahr | Titel Album                                              | DE | AT | CH | UK | US | Latin | ES | CO | Anmerkungen                                                                                  |
| --- | -------------------------------------------------------- | --- | --- | --- | --- | --- | --- | --- | --- | -------------------------------------------------------------------------------------------- |
| 2011 | Faranduela Magia                                         | — | — | — | — | — | — | — | — | Erstveröffentlichung: 2011                                                                   |
| 2011 | Loco Magia                                               | — | — | — | — | — | — | — | — | Erstveröffentlichung: 2011                                                                   |
| 2011 | Obsesión Magia                                           | — | — | — | — | — | — | — | — | Erstveröffentlichung: 12. Dezember 2011                                                      |
| 2012 | Magia                                                    | — | — | — | — | — | — | — | — | Erstveröffentlichung: 2012                                                                   |
| 2012 | Pasarla bien Magia                                       | — | — | — | — | — | — | — | — | Erstveröffentlichung: 26. Juni 2012                                                          |
| 2012 | Miss Independent Magia                                   | — | — | — | — | — | — | — | — | Erstveröffentlichung: 2012                                                                   |
| 2013 | La temperatura PB.DB. The Mixtape                        | — | — | — | — | — | Latin24 (20 Wo.)Latin | ES30 ×2Doppelplatin + Gold (Streaming) · (53 Wo.)ES                                                                                      | — | Erstveröffentlichung: 11. Juni 2013 feat. Eli Palacios                                       |
| 2014 | La curiosidad PB.DB. The Mixtape                         | — | — | — | — | — | Latin48 (1 Wo.)Latin | — | — | Erstveröffentlichung: 27. Januar 2014                                                        |
| 2014 | Carnaval PB.DB. The Mixtape                              | — | — | — | — | — | — | ES— GoldES | — | Erstveröffentlichung: 25. Juni 2014                                                          |
| 2014 | Addicted PB.DB. The Mixtape                              | — | — | — | — | — | — | — | — | Erstveröffentlichung: 2. Juli 2014                                                           |
| 2014 | Intentalo –                                              | — | — | — | — | — | — | — | — | Erstveröffentlichung: 26. Juli 2014                                                          |
| 2015 | El tiki Pretty Boy, Dirty Boy                            | — | — | — | — | — | — | ES53 (22 Wo.)ES | — | Erstveröffentlichung: 31. März 2015                                                          |
| 2015 | Borró cassette Pretty Boy, Dirty Boy                     | — | — | — | — | — | Latin3 (40 Wo.)Latin | ES23 Platin · (87 Wo.)ES | — | Erstveröffentlichung: 29. Juni 2015                                                          |
| 2015 | Sin contrato (Remix) –                                   | — | — | — | — | — | Latin7 (26 Wo.)Latin | ES52 Platin · (22 Wo.)ES | — | Erstveröffentlichung: 20. November 2015 feat. Fifth Harmony                                  |
| 2016 | El perdedor Pretty Boy, Dirty Boy                        | — | — | — | — | — | Latin4 (30 Wo.)Latin | ES24 ×2Doppelplatin · (49 Wo.)ES | — | Erstveröffentlichung: 22. April 2016 Remix feat. Yandel oder Bruninho & Davi                 |
| 2016 | Cuatro Babys –                                           | — | — | — | — | — | Latin15 ×2Diamant + Doppelplatin · (26 Wo.)Latin                                                                                         | ES55 ×2Doppelplatin · (18 Wo.)ES | CO19 (1 Wo.)CO | Erstveröffentlichung: 14. Oktober 2016 feat. Noriel, Bryant Myers & Juhn                     |
| 2016 | Sin contrato (Remix) –                                   | — | — | — | — | — | — | — | — | Erstveröffentlichung: 15. November 2016 feat. Don Omar & Wisin                               |
| 2016 | Un polvo –                                               | — | — | — | — | — | — | ES— GoldES | — | Erstveröffentlichung: 16. November 2016 feat. Bad Bunny, Arcángel, Ñengo Flow & De La Ghetto |
| 2017 | Felices los 4 F.A.M.E.                                   | — | — | CH39 ×2Doppelplatin · (29 Wo.)CH | — | US48 (20 Wo.)US | Latin2 ×4Vierfachdiamant + Vierfachplatin · (37 Wo.)Latin                                                                                | ES2 ×6Sechsfachplatin · (59 Wo.)ES | CO2 (28 Wo.)CO | Erstveröffentlichung: 21. April 2017                                                         |
| 2017 | Felices los 4 (Remix) F.A.M.E.                           | — | — | — | — | — | — | — | — | Erstveröffentlichung: 7. Juli 2017 feat. Marc Anthony                                        |
| 2017 | Corazón F.A.M.E.                                         | — | — | CH50 ×2Doppelplatin · (18 Wo.)CH | — | US87 (9 Wo.)US | Latin5 Diamant + Platin · (26 Wo.)Latin                                                                                                  | ES3 ×3Dreifachplatin · (36 Wo.)ES | CO5 (17 Wo.)CO | Erstveröffentlichung: 4. November 2017 mit Nego do Borel                                     |
| 2017 | 23 –                                                     | — | — | — | — | — | — | — | — | Erstveröffentlichung: 23. November 2017                                                      |
| 2017 | GPS F.A.M.E.                                             | — | — | — | — | — | Latin35 ×4Vierfachplatin · (2 Wo.)Latin                                                                                                  | ES84 (4 Wo.)ES | — | Erstveröffentlichung: 24. November 2017 feat. French Montana                                 |
| 2017 | Vitamina F.A.M.E.                                        | — | — | — | — | — | Latin49 (1 Wo.)Latin | — | — | Erstveröffentlichung: 24. November 2017 feat. Arcángel                                       |
| 2018 | El préstamo F.A.M.E.                                     | — | — | CH68 (4 Wo.)CH | — | — | Latin10 ×8Achtfachplatin · (26 Wo.)Latin                                                                                                 | ES10 ×2Doppelplatin · (28 Wo.)ES | — | Erstveröffentlichung: 9. März 2018                                                           |
| 2018 | Bella (Remix) –                                          | — | — | — | — | — | — | — | — | Erstveröffentlichung: 23. März 2018 mit Wolfine                                              |
| 2018 | Colors –                                                 | — | — | — | — | — | — | — | — | Erstveröffentlichung: 13. April 2018 mit Jason Derulo                                        |
| 2018 | Marinero F.A.M.E.                                        | — | — | — | — | — | Latin27 (4 Wo.)Latin | ES51 Gold · (7 Wo.)ES | — | Erstveröffentlichung: 4. Mai 2018                                                            |
| 2018 | Mala mía –                                               | — | — | CH71 Gold · (1 Wo.)CH | — | — | Latin9 ×5Fünffachplatin · (26 Wo.)Latin                                                                                                  | ES12 ×2Doppelplatin · (33 Wo.)ES | CO5 (15 Wo.)CO | Erstveröffentlichung: 10. August 2018                                                        |
| 2018 | Mala mía (Remix) –                                       | — | — | — | — | — | — | — | — | Erstveröffentlichung: 21. Dezember 2018 mit Becky G & Anitta                                 |
| 2019 | HP 11:11                                                 | — | — | CH48 Gold · (14 Wo.)CH | — | US96 (1 Wo.)US | Latin8 Diamant + Platin · (26 Wo.)Latin                                                                                                  | ES4 ×3Dreifachplatin · (32 Wo.)ES | CO4 (15 Wo.)CO | Erstveröffentlichung: 1. März 2019                                                           |
| 2019 | La respuesta –                                           | — | — | — | — | — | Latin13 (10 Wo.)Latin | ES29 Platin · (17 Wo.)ES | — | Erstveröffentlichung: 19. April 2019 mit Becky G                                             |
| 2019 | 11 PM 11:11                                              | — | — | CH50 Platin · (14 Wo.)CH | — | — | Latin11 ×7Siebenfachplatin · (26 Wo.)Latin                                                                                               | ES13 ×3Dreifachplatin · (26 Wo.)ES | CO4 (25 Wo.)CO | Erstveröffentlichung: 17. Mai 2019                                                           |
| 2019 | Qué pena –                                               | — | — | CH60 Gold · (2 Wo.)CH | — | — | Latin13 (22 Wo.)Latin | ES21 Platin · (14 Wo.)ES | CO5 (11 Wo.)CO | Erstveröffentlichung: 27. September 2019 mit J Balvin                                        |
| 2019 | Así así –                                                | — | — | — | — | — | Latin— GoldLatin | — | — | Erstveröffentlichung: 22. November 2019 mit Farina                                           |
| 2020 | La playa (Remix) –                                       | — | — | — | — | US— ×3DreifachplatinUS | — | ES64 Gold · (3 Wo.)ES | — | Erstveröffentlichung: 3. Januar 2020 mit Myke Towers & Farruko                               |
| 2020 | ADMV Papi Juancho                                        | — | — | — | — | — | Latin14 Gold · (22 Wo.)Latin | ES52 ×2Doppelplatin · (28 Wo.)ES | CO11 (14 Wo.)CO | Erstveröffentlichung: 24. April 2020                                                         |
| 2020 | Porfa (Remix) –                                          | — | — | — | — | — | — | — | CO4 (14 Wo.)CO | Erstveröffentlichung: 26. Juni 2020 mit Feid, J Balvin, Nicky Jam, Sech & Justin Quiles      |
| 2020 | Hawái Papi Juancho                                       | — | — | CH8 Platin · (31 Wo.)CH | UK84 (2 Wo.)UK | US55 (21 Wo.)US | Latin1 ×4Vierfachdiamant · (49 Wo.)Latin                                                                                                 | ES1 ×7Siebenfachplatin · (64 Wo.)ES | CO1 Gold · (39 Wo.)CO | Erstveröffentlichung: 31. Juli 2020                                                          |
| 2020 | Parce Papi Juancho                                       | — | — | — | — | — | — | ES32 Platin · (24 Wo.)ES | CO5 (31 Wo.)CO | Erstveröffentlichung: 21. August 2020 feat. Lenny Tavárez & Justin Quiles                    |
| 2020 | Pa’ ti Marry Me O.S.T.                                   | — | — | CH74 (1 Wo.)CH | — | — | Latin9 ×3Dreifachplatin · (15 Wo.)Latin                                                                                                  | ES57 (5 Wo.)ES | — | Erstveröffentlichung: 24. September 2020 mit Jennifer Lopez                                  |
| 2020 | Hawái (Remix) –                                          | DE62 (2 Wo.)DE | AT58 (2 Wo.)AT | CH— GoldCH | — | US12 (21 Wo.)US | Latin— ×2Doppeldiamant + DoppelplatinLatin                                                                                               | ES39 Gold · (3 Wo.)ES | — | Erstveröffentlichung: 6. November 2020 mit The Weeknd                                        |
| 2021 | Agua de Jamaica #7DJ (7 Días En Jamaica)                 | — | — | — | — | — | Latin28 ×3Dreifachplatin · (15 Wo.)Latin                                                                                                 | ES32 Gold · (6 Wo.)ES | — | Erstveröffentlichung: 28. Januar 2021                                                        |
| 2021 | Mi niña (Remix) –                                        | — | — | — | — | — | Latin— PlatinLatin | ES83 (1 Wo.)ES | — | Erstveröffentlichung: 2. März 2021 mit Los Legendarios, Wisin, Myke Towers & Anitta          |
| 2021 | Imposible (Remix) –                                      | — | — | — | — | — | Latin— PlatinLatin | — | CO14 (6 Wo.)CO | Erstveröffentlichung: 6. Mai 2021 mit Blessd                                                 |
| 2021 | Perfecta –                                               | — | — | — | — | — | Latin33 (11 Wo.)Latin | ES76 Gold · (1 Wo.)ES | — | Erstveröffentlichung: 27. Mai 2021 mit Reik                                                  |
| 2021 | Sobrio Don Juan                                          | — | — | CH81 (1 Wo.)CH | — | — | Latin11 ×6Sechsfachplatin · (24 Wo.)Latin                                                                                                | ES34 ×3Dreifachplatin · (34 Wo.)ES | CO6 (32 Wo.)CO | Erstveröffentlichung: 9. Juli 2021                                                           |
| 2021 | Mama tetema Don Juan                                     | — | — | — | — | — | Latin— GoldLatin | — | — | Erstveröffentlichung: 11. November 2021 feat. Rayvanny                                       |
| 2021 | Cada Quien –                                             | — | — | — | — | — | Latin7 (22 Wo.)Latin | — | — | Erstveröffentlichung: 8. Dezember 2021 mit Grupo Firme                                       |
| 2022 | Cositas de La USA The Love & Sex Tape                    | — | — | — | — | — | Latin44 Gold · (1 Wo.)Latin | ES73 (1 Wo.)ES | — | Erstveröffentlichung: 20. Januar 2022                                                        |
| 2022 | Mojando Asientos The Love & Sex Tape                     | — | — | — | — | — | — | ES— PlatinES | CO9 (27 Wo.)CO | Erstveröffentlichung: 24. März 2022 feat. Feid                                               |
| 2022 | Nos Comemos Vivos The Love & Sex Tape                    | — | — | — | — | — | Latin41 (11 Wo.)Latin | ES86 Gold · (1 Wo.)ES | — | Erstveröffentlichung: 10. Juni 2022 mit Chencho Corleone                                     |
| 2022 | Junio Don Juan                                           | — | — | — | — | — | Latin28 (11 Wo.)Latin | ES— GoldES | — | Erstveröffentlichung: 2. Oktober 2022                                                        |
| 2022 | Tukoh Taka FIFA World Cup Qatar 2022 Official Soundtrack | — | — | — | — | — | Latin18 (6 Wo.)Latin | — | — | Erstveröffentlichung: 18. November 2022 mit Nicki Minaj & Myriam Fares                       |
| 2023 | La Fórmula Don Juan                                      | — | — | — | — | — | Latin33 (3 Wo.)Latin | ES83 Gold · (3 Wo.)ES | — | Erstveröffentlichung: 1. Februar 2023 feat. Marc Anthony                                     |
| 2023 | Diablo, Qué Chimba Don Juan                              | — | — | — | — | — | Latin45 (1 Wo.)Latin | ES66 (3 Wo.)ES | — | Erstveröffentlichung: 23. März 2023 feat. Anuel AA                                           |
| 2023 | Coco Loco Don Juan                                       | — | — | — | — | — | Latin37 (5 Wo.)Latin | ES10 ×4Vierfachplatin · (45 Wo.)ES | — | Erstveröffentlichung: 8. Juni 2023                                                           |
| 2023 | Según Quién Don Juan                                     | — | — | — | — | US65 (17 Wo.)US | Latin4 ×3Diamant + Dreifachplatin · (26 Wo.)Latin                                                                                        | ES54 ×2Doppelplatin · (33 Wo.)ES | — | Erstveröffentlichung: 17. August 2023 mit Carin Leon                                         |
| 2023 | OA –                                                     | — | — | — | — | — | Latin— ×4VierfachplatinLatin | ES5 ×3Dreifachplatin · (28 Wo.)ES | — | Erstveröffentlichung: 13. Oktober 2023 mit Anuel AA, Quevedo, Mambo Kingz & DJ Luian         |
| 2024 | Cosas pendientes –                                       | — | — | — | — | — | Latin37 (13 Wo.)Latin | ES21 Gold · (16 Wo.)ES | — | Erstveröffentlichung: 21. November 2024                                                      |
| 2025 | Bronceador –                                             | — | — | — | — | — | — | ES97 (1 Wo.)ES | — | Erstveröffentlichung: 17. Juli 2025                                                          |
| Folgende Lieder erschienen nicht als Single, wurden aber durch das Album zum Download und Streaming bereitgestellt und konnten somit eine Platzierung erlangen: |                                                          | | | | | | | | |                                                                                              |
| |                                                          | | | | | | | | |                                                                                              |
| 2018 | Hangover F.A.M.E.                                        | — | — | — | — | — | — | ES98 (2 Wo.)ES | — | feat. Prince Royce                                                                           |
| 2019 | Dispuesto 11:11                                          | — | — | — | — | — | — | ES92 (1 Wo.)ES | — | feat. Ozuna                                                                                  |
| 2020 | Madrid Papi Juancho                                      | — | — | — | — | — | Latin41 (4 Wo.)Latin | ES19 Platin · (13 Wo.)ES | CO15 (4 Wo.)CO | feat. Myke Towers                                                                            |

### Als Gastmusiker
| Jahr | Titel Album                                             | Höchstplatzierung, Gesamtwochen, AuszeichnungChartplatzierungen (Jahr, Titel, Album, Platzierungen, Wochen, Auszeichnungen, Anmerkungen) | Höchstplatzierung, Gesamtwochen, AuszeichnungChartplatzierungen (Jahr, Titel, Album, Platzierungen, Wochen, Auszeichnungen, Anmerkungen) | Höchstplatzierung, Gesamtwochen, AuszeichnungChartplatzierungen (Jahr, Titel, Album, Platzierungen, Wochen, Auszeichnungen, Anmerkungen) | Höchstplatzierung, Gesamtwochen, AuszeichnungChartplatzierungen (Jahr, Titel, Album, Platzierungen, Wochen, Auszeichnungen, Anmerkungen) | Höchstplatzierung, Gesamtwochen, AuszeichnungChartplatzierungen (Jahr, Titel, Album, Platzierungen, Wochen, Auszeichnungen, Anmerkungen) | Höchstplatzierung, Gesamtwochen, AuszeichnungChartplatzierungen (Jahr, Titel, Album, Platzierungen, Wochen, Auszeichnungen, Anmerkungen) | Höchstplatzierung, Gesamtwochen, AuszeichnungChartplatzierungen (Jahr, Titel, Album, Platzierungen, Wochen, Auszeichnungen, Anmerkungen) | Höchstplatzierung, Gesamtwochen, AuszeichnungChartplatzierungen (Jahr, Titel, Album, Platzierungen, Wochen, Auszeichnungen, Anmerkungen) | Anmerkungen |
| Jahr | Titel Album                                             | DE | AT | CH | UK | US | Latin | ES | CO | Anmerkungen |
| --- | ------------------------------------------------------- | --- | --- | --- | --- | --- | --- | --- | --- | --- |
| 2011 | Dime que te parece –                                    | — | — | — | — | — | — | — | — | Erstveröffentlichung: 7. Juni 2011 Landa Freak feat. Maluma                                                                |
| 2013 | Se acaba el tiempo (Remix) –                            | — | — | — | — | — | — | — | — | Erstveröffentlichung: 29. Juni 2013 Maximus Well & J Álvarez feat. Maluma                                                  |
| 2013 | Salgamos The Beginning                                  | — | — | — | — | — | Latin— GoldLatin | — | — | Erstveröffentlichung: 1. November 2013 Kevin Roldán feat. Maluma & Andy Rivera                                             |
| 2014 | Olé Brazil Tatuaje                                      | — | — | — | — | — | Latin49 (1 Wo.)Latin | — | — | Erstveröffentlichung: 2. Mai 2014 Elvis Crespo feat. Maluma                                                                |
| 2014 | Duele tanto PB.DB The Mixtape                           | — | — | — | — | — | — | — | — | Erstveröffentlichung: 26. Mai 2014 Pipe Peláez feat. Maluma                                                                |
| 2014 | Te vivi El Día Que Vuelva                               | — | — | — | — | — | Latin43 (2 Wo.)Latin | — | — | Erstveröffentlichung: 3. Juni 2014 Villamizar feat. Maluma & Elvis Crespo                                                  |
| 2014 | Amor en práctica (Remix) –                              | — | — | — | — | — | — | — | — | Erstveröffentlichung: 11. August 2014 J Álvarez, Ken-Y & Jory feat. Maluma                                                 |
| 2014 | Imagínate (Remix) La Esencia World Edition              | — | — | — | — | — | — | — | — | Erstveröffentlichung: 2. September 2014 Alexis & Fido feat. Maluma                                                         |
| 2014 | La invitación PB.DB The Mixtape                         | — | — | — | — | — | — | — | — | Erstveröffentlichung: 31. Oktober 2014 Pipe Bueno feat. Maluma                                                             |
| 2015 | Me curaré (Remix) –                                     | — | — | — | — | — | — | ES88 (4 Wo.)ES | — | Erstveröffentlichung: 14. Februar 2015 Justin Quiles feat. Maluma                                                          |
| 2015 | Ella es mi fiesta (Remix) –                             | — | — | — | — | — | — | — | — | Erstveröffentlichung: 24. Februar 2015 Carlos Vives feat. Maluma                                                           |
| 2015 | Fiesta de verano Maía                                   | — | — | — | — | — | — | — | — | Erstveröffentlichung: 12. März 2015 Maía feat. Maluma                                                                      |
| 2015 | Bandida 11:11                                           | — | — | — | — | — | — | ES16 Platin · (48 Wo.)ES | — | Erstveröffentlichung: 29. April 2015 Danny Romero feat. Maluma                                                             |
| 2015 | Aventura (Remix) –                                      | — | — | — | — | — | — | — | — | Erstveröffentlichung: 8. Juli 2015 Tomas the Latin Boy feat. Maluma                                                        |
| 2016 | Desde esa noche Latina                                  | — | — | — | — | — | Latin16 ×2Doppelplatin · (20 Wo.)Latin                                                                                                   | ES68 Platin · (43 Wo.)ES | — | Erstveröffentlichung: 29. Januar 2016 Thalía feat. Maluma                                                                  |
| 2016 | Aire –                                                  | — | — | — | — | — | — | — | — | Erstveröffentlichung: 6. Mai 2016 Leslie Grace feat. Maluma                                                                |
| 2016 | Sim ou não / Sí o No –                                  | — | — | — | — | — | — | — | — | Erstveröffentlichung: 28. Juli 2016 Anitta feat. Maluma                                                                    |
| 2016 | Volví a nacer –                                         | — | — | — | — | — | Latin— GoldLatin | — | — | Erstveröffentlichung: 8. August 2016 Carlos Vives feat. Maluma                                                             |
| 2016 | La fila –                                               | — | — | — | — | — | — | ES88 (9 Wo.)ES | — | Erstveröffentlichung: 19. August 2016 Luny Tunes feat. Don Omar, Maluma & Sharlene                                         |
| 2016 | La bicicleta (Remix) –                                  | — | — | — | — | — | — | — | — | Erstveröffentlichung: 19. August 2016 Carlos Vives & Shakira feat. Maluma                                                  |
| 2016 | Vente pa’ ca –                                          | — | — | CH72 Platin · (9 Wo.)CH | — | — | Latin4 (26 Wo.)Latin | ES2 ×4Vierfachplatin · (56 Wo.)ES | CO6 (15 Wo.)CO | Erstveröffentlichung: 23. September 2016 Ricky Martin feat. Maluma                                                         |
| 2016 | Chantaje El Dorado                                      | DE20 Platin · (27 Wo.)DE | AT41 (8 Wo.)AT | CH10 Platin · (43 Wo.)CH | UK— SilberUK | US51 (18 Wo.)US | Latin1 ×6Diamant + Sechsfachplatin · (47 Wo.)Latin                                                                                       | ES1 ×5Fünffachplatin · (51 Wo.)ES | CO4 (15 Wo.)CO | Erstveröffentlichung: 28. Oktober 2016 Shakira feat. Maluma                                                                |
| 2016 | Me llamas (Remix) –                                     | — | — | — | — | — | Latin32 ×6Sechsfachplatin · (21 Wo.)Latin                                                                                                | ES21 ×3Dreifachplatin · (60 Wo.)ES | CO1 (41 Wo.)CO | Erstveröffentlichung: 2. Dezember 2016 Piso 21 feat. Maluma                                                                |
| 2017 | Me gusta (Remix) –                                      | — | — | — | — | — | — | — | — | Erstveröffentlichung: 3. Februar 2017 Alkilados feat. Maluma                                                               |
| 2017 | Vivo pensando en tí Ponle Actitud                       | — | — | — | — | — | — | — | CO8 (20 Wo.)CO | Erstveröffentlichung: 14. Juli 2017 Felipe Peláez feat. Maluma                                                             |
| 2017 | Solo mía Update                                         | — | — | — | — | — | Latin31 ×5Fünffachplatin · (10 Wo.)Latin                                                                                                 | — | — | Erstveröffentlichung: 18. August 2017 Yandel feat. Maluma                                                                  |
| 2017 | Solo a solas –                                          | — | — | — | — | — | — | ES97 (2 Wo.)ES | — | Erstveröffentlichung: 27. Oktober 2017 Cosculluela feat. Maluma                                                            |
| 2017 | Hola –                                                  | — | — | CH60 (1 Wo.)CH | — | — | — | — | — | Erstveröffentlichung: 17. November 2017 Flo Rida feat. Maluma                                                              |
| 2018 | Trap El Dorado                                          | — | — | — | — | — | Latin17 (7 Wo.)Latin | — | — | Erstveröffentlichung: 26. Januar 2018 Shakira feat. Maluma                                                                 |
| 2018 | Hands on Me –                                           | — | — | — | — | — | — | — | — | Erstveröffentlichung: 20. April 2018 Burns feat. Maluma & Rae Sremmurd                                                     |
| 2018 | El clavo (Remix) –                                      | — | — | — | — | — | Latin13 ×6Sechsfachplatin · (24 Wo.)Latin                                                                                                | ES72 Gold · (10 Wo.)ES | — | Erstveröffentlichung: 11. Mai 2018 Prince Royce feat. Maluma                                                               |
| 2018 | Clandestino –                                           | — | — | CH32 (4 Wo.)CH | — | — | — | ES13 ×2Doppelplatin · (26 Wo.)ES | CO14 (4 Wo.)CO | Erstveröffentlichung: 8. Juni 2018 Shakira feat. Maluma                                                                    |
| 2018 | X (Remix) –                                             | — | — | — | — | — | Latin15 (22 Wo.)Latin | ES— ×2DoppelplatinES | CO9 (7 Wo.)CO | Erstveröffentlichung: 28. Juni 2018 Nicky Jam & J Balvin feat. Maluma & Ozuna                                              |
| 2018 | Todo el amor Mi Movimento                               | — | — | — | — | — | Latin40 (3 Wo.)Latin | — | — | Erstveröffentlichung: 29. Juni 2018 De La Ghetto feat. Maluma & Wisin                                                      |
| 2018 | Amigos con derechos Ahora                               | — | — | — | — | — | Latin14 ×8Achtfachplatin · (26 Wo.)Latin                                                                                                 | ES26 ×2Doppelplatin · (24 Wo.)ES | CO17 (9 Wo.)CO | Erstveröffentlichung: 31. August 2018 Reik feat. Maluma                                                                    |
| 2018 | Arms Around You –                                       | DE16 Gold · (16 Wo.)DE | AT15 (11 Wo.)AT | CH5 (20 Wo.)CH | UK14 Gold · (11 Wo.)UK | US28 Platin · (17 Wo.)US | — | ES35 Gold · (7 Wo.)ES | — | Erstveröffentlichung: 25. Oktober 2018 XXXTentacion & Lil Pump feat. Maluma & Swae Lee                                     |
| 2018 | Créeme Ocean                                            | — | — | — | — | — | Latin11 ×3Dreifachplatin · (21 Wo.)Latin                                                                                                 | ES33 ×2Doppelplatin · (31 Wo.)ES | CO12 Platin · (19 Wo.)CO | Erstveröffentlichung: 2. November 2018 Karol G feat. Maluma                                                                |
| 2019 | Vivir bailando Intruso                                  | — | — | — | — | — | Latin41 ×2Doppelplatin · (12 Wo.)Latin                                                                                                   | — | — | Erstveröffentlichung: 25. Januar 2019 Silvestre Dangond feat. Maluma                                                       |
| 2019 | Que más pues (Remix) –                                  | — | — | — | — | — | Latin— DiamantLatin | ES18 ×2Doppelplatin · (22 Wo.)ES | CO2 (18 Wo.)CO | Erstveröffentlichung: 11. April 2019 Sech feat. Justin Quiles, Dalex, Nicky Jam, Maluma, Farruko & Lenny Tavárez           |
| 2019 | Medellín Madame X                                       | — | — | CH69 (2 Wo.)CH | UK87 (1 Wo.)UK | — | Latin18 (6 Wo.)Latin | — | — | Erstveröffentlichung: 17. April 2019 Madonna feat. Maluma                                                                  |
| 2019 | Hola Señorita Ceinture noire (Transcendance)            | — | AT— GoldAT | CH12 ×2Doppelplatin · (29 Wo.)CH | — | — | — | ES23 Platin · (21 Wo.)ES | — | Erstveröffentlichung: 26. April 2019 Maître Gims feat. Maluma                                                              |
| 2019 | Latina –                                                | — | — | — | — | — | Latin35 Platin · (5 Wo.)Latin | — | — | Erstveröffentlichung: 31. Mai 2019 Reykon feat. Maluma                                                                     |
| 2020 | Djadja (Remix) –                                        | — | — | — | — | — | Latin46 (7 Wo.)Latin | — | CO19 (3 Wo.)CO | Erstveröffentlichung: 20. Juni 2020 Aya Nakamura feat. Maluma                                                              |
| 2020 | 100 años Crónicas de una Guerra                         | — | — | — | — | — | Latin38 (3 Wo.)Latin | ES— GoldES | — | Erstveröffentlichung: 3. November 2020 Carlos Rivera feat. Maluma                                                          |
| 2020 | Más de la una El amor en los tiempos del perreo         | — | — | — | — | — | Latin34 Gold · (13 Wo.)Latin | ES— GoldES | — | Erstveröffentlichung: 4. Dezember 2020 Piso 21 feat. Maluma                                                                |
| 2021 | Aloha –                                                 | — | — | — | — | — | Latin49 ×6Sechsfachplatin · (3 Wo.)Latin                                                                                                 | ES11 ×2Doppelplatin · (26 Wo.)ES | CO17 (3 Wo.)CO | Erstveröffentlichung: 5. März 2021 DJ Luian & Mambo Kingz feat. Maluma, Beéle, Rauw Alejandro & Darell                     |
| 2021 | Amor en coma Dopamina                                   | — | — | — | — | — | Latin24 (20 Wo.)Latin | ES48 Gold · (8 Wo.)ES | — | Erstveröffentlichung: 8. April 2021 Manuel Turizo feat. Maluma                                                             |
| 2021 | Imposible Amor Nattividad                               | — | — | — | — | — | Latin34 (1 Wo.)Latin | — | — | Erstveröffentlichung: 23. September 2021 Natti Natasha feat. Maluma                                                        |
| 2022 | Nunca y Pico Resistencia                                | — | — | — | — | — | Latin47 (2 Wo.)Latin | — | — | Erstveröffentlichung: 23. Juni 2022 Yandel & feat. Maluma Eladio Carrión                                                   |
| 2022 | El que espera Versions of Me (Deluxe)                   | — | — | — | — | — | — | — | — | Erstveröffentlichung: 11. August 2022 Anitta feat. Maluma                                                                  |
| 2023 | Celular Summertime Friends                              | — | — | — | — | — | — | — | — | Erstveröffentlichung: 6. Juli 2023 The Chainsmokers feat. Nicky Jam & Maluma                                               |
| 2023 | Tá OK (Remix) –                                         | — | — | — | — | — | Latin40 (2 Wo.)Latin | ES77 Platin · (1 Wo.)ES | — | Erstveröffentlichung: 3. August 2023 Dennis & MC Kevin o Chris feat. Maluma & Karol G                                      |
| 2024 | Lollipop (Remix) Darell 2024                            | — | — | — | — | — | Latin29 Gold · (5 Wo.)Latin | ES39 Gold · (8 Wo.)ES | — | Erstveröffentlichung: 15. Februar 2024 Darell feat. Ozuna & Maluma                                                         |
| 2024 | Hola perdida (Remix) Que sed                            | — | — | — | — | — | — | ES59 Platin · (7 Wo.)ES | — | Erstveröffentlichung: 31. Mai 2024 Luck Ra feat. Maluma & Khea                                                             |
| 2024 | +57 –                                                   | — | — | CH82 (1 Wo.)CH | — | US62 (1 Wo.)US | Latin4 (14 Wo.)Latin | ES4 Gold · (14 Wo.)ES | — | Erstveröffentlichung: 7. November 2024 Karol G, Feid & DFZM feat. Ovy on the Drums, J Balvin, Maluma, Ryan Castro & Blessd |
| 2025 | Si tú me vieras Palabra de to’s                         | — | — | — | — | — | Latin50 (1 Wo.)Latin | — | — | Erstveröffentlichung: 21. Mai 2025 Carín León feat. Maluma                                                                 |
| Folgende Lieder erschienen nicht als Single, wurden aber durch das Album zum Download und Streaming bereitgestellt und konnten somit eine Platzierung erlangen: |                                                         | | | | | | | | | |
| |                                                         | | | | | | | | | |
| 2020 | Feel the Beat Translation                               | DE— aDE | — | CH74 (1 Wo.)CH | — | — | — | ES94 (1 Wo.)ES | — | Charteinstieg: 28. Juni 2020 Black Eyed Peas feat. Maluma                                                                  |
| 2021 | La botella La última promesa                            | — | — | — | — | — | Latin— ×2DoppelplatinLatin | ES25 Platin · (18 Wo.)ES | — | Justin Quiles feat. Maluma                                                                                                 |
| 2022 | All of You Encanto – Original Motion Picture Soundtrack | — | — | — | UK— SilberUK | US71 Gold · (7 Wo.)US | — | — | — | Encanto Cast mit Stephanie Beatriz, Olga Merediz, John Leguizamo, Adassa & Maluma                                          |
| 2024 | Por Que Sera? Jugando a que no pasa nada                | — | — | — | — | — | Latin14 (20 Wo.)Latin | — | — | Grupo Frontera feat. Maluma                                                                                                |
| 2024 | Valeria Pero no te enamores                             | — | — | — | — | — | Latin42 (1 Wo.)Latin | — | — | Fuerza Regida feat. Maluma & Gordo                                                                                         |

## Statistik

### Chartauswertung
|                     | DE    | AT    | CH    | UK    | US    | Latin       | ES    |
| ------------------- | ----- | ----- | ----- | ----- | ----- | ----------- | ----- |
| Nummer-eins-Alben   | DE—DE | AT—AT | CH—CH | UK—UK | US—US | Latin3Latin | ES—ES |
| Top-10-Alben        | DE—DE | AT—AT | CH1CH | UK—UK | US—US | Latin4Latin | ES5ES |
| Alben in den Charts | DE2DE | AT1AT | CH4CH | UK—UK | US4US | Latin7Latin | ES7ES |

|                       | DE    | AT    | CH     | UK    | US    | Latin        | ES     | CO     |
| --------------------- | ----- | ----- | ------ | ----- | ----- | ------------ | ------ | ------ |
| Nummer-eins-Singles   | DE—DE | AT—AT | CH—CH  | UK—UK | US—US | Latin2Latin  | ES2ES  | CO2CO  |
| Top-10-Singles        | DE—DE | AT—AT | CH3CH  | UK—UK | US—US | Latin15Latin | ES10ES | CO17CO |
| Singles in den Charts | DE3DE | AT3AT | CH19CH | UK3UK | US9US | Latin62Latin | ES62ES | CO26CO |

### Auszeichnungen für Musikverkäufe
| Land/RegionAuszeichnungen für Musikverkäufe (Land/Region, Auszeichnungen, Verkäufe, Quellen) | Silber     | Gold         | Platin         | Diamant       | Verkäufe   | Quellen                 |
| -------------------------------------------------------------------------------------------- | ---------- | ------------ | -------------- | ------------- | ---------- | ----------------------- |
| Argentinien (CAPIF)                                                                          | —          | 3× Gold3     | 8× Platin8     | —             | 190.000    | Einzelnachweise         |
| Australien (ARIA)                                                                            | —          | —            | Platin1        | —             | 70.000     | aria.com.au             |
| Belgien (BRMA)                                                                               | —          | Gold1        | Platin1        | —             | 40.000     | ultratop.be             |
| Brasilien (PMB)                                                                              | —          | 8× Gold8     | 34× Platin34   | 9× Diamant9   | 4.170.000  | pro-musicabr.org.br BR2 |
| Chile (IFPI)                                                                                 | —          | Gold1        | 11× Platin11   | —             | 700.000    | profovi.cl              |
| Dänemark (IFPI)                                                                              | —          | 2× Gold2     | —              | —             | 90.000     | ifpi.dk                 |
| Deutschland (BVMI)                                                                           | —          | Gold1        | Platin1        | —             | 600.000    | musikindustrie.de       |
| Ecuador (SOPROFON)                                                                           | —          | Gold1        | Platin1        | —             | 9.000      | Einzelnachweise         |
| Frankreich (SNEP)                                                                            | —          | 5× Gold5     | 3× Platin3     | 2× Diamant2   | 1.666.666  | snepmusique.com         |
| Griechenland (IFPI)                                                                          | —          | —            | Platin1        | —             | 20.000     | Einzelnachweise         |
| Italien (FIMI)                                                                               | —          | 10× Gold10   | 10× Platin10   | —             | 805.000    | fimi.it                 |
| Kanada (MC)                                                                                  | —          | 7× Gold7     | 4× Platin4     | —             | 600.000    | musiccanada.com         |
| Kolumbien (ASINCOL)                                                                          | —          | 2× Gold2     | 4× Platin4     | Diamant1      | 300.000    | Einzelnachweise         |
| Mexiko (AMPROFON)                                                                            | —          | 29× Gold29   | 88× Platin88   | 32× Diamant32 | 17.270.000 | amprofon.com.mx         |
| Neuseeland (RMNZ)                                                                            | —          | —            | Platin1        | —             | 30.000     | radioscope.co.nz        |
| Norwegen (IFPI)                                                                              | —          | —            | Platin1        | —             | 60.000     | ifpi.no                 |
| Österreich (IFPI)                                                                            | —          | Gold1        | —              | —             | 15.000     | ifpi.at                 |
| Peru (UNIMPRO)                                                                               | —          | 3× Gold3     | Platin1        | —             | 15.000     | Einzelnachweise         |
| Polen (ZPAV)                                                                                 | —          | 10× Gold10   | 5× Platin5     | —             | 320.000    | olis.pl                 |
| Portugal (AFP)                                                                               | —          | 5× Gold5     | 15× Platin15   | —             | 175.000    | Einzelnachweise         |
| Schweden (IFPI)                                                                              | —          | 4× Gold4     | Platin1        | —             | 160.000    | sverigetopplistan.se    |
| Schweiz (IFPI)                                                                               | —          | 6× Gold6     | 11× Platin11   | —             | 290.000    | hitparade.ch            |
| Spanien (Promusicae)                                                                         | —          | 21× Gold21   | 86× Platin86   | —             | 4.950.000  | elportaldemusica.es     |
| Uruguay (CUD)                                                                                | —          | —            | —              | Diamant1      | 30.000     | Einzelnachweise         |
| Vereinigte Staaten (RIAA)                                                                    | —          | 11× Gold11   | 134× Platin134 | 19× Diamant19 | 21.010.000 | riaa.com                |
| Vereinigtes Königreich (BPI)                                                                 | 2× Silber2 | Gold1        | —              | —             | 800.000    | bpi.co.uk               |
| Zentralamerika (CFC)                                                                         | —          | Gold1        | 3× Platin3     | —             | 245.000    | cfc-musica.com          |
| Insgesamt                                                                                    | 2× Silber2 | 133× Gold133 | 425× Platin425 | 64× Diamant64 |            |                         |